# Гонсевич, Олег
Олег Гонсевич (род. 13 мая 2005) — российский футболист, защитник клуба «Нарва-Транс».

## Карьера
Воспитанник клуба «Нарва-Транс», играл за его детско-юношеские и молодёжные команды с 2014 года. С 2020 года также играл за резервный состав «Транса» на взрослом уровне во второй лиге Эстонии (четвёртый дивизион). Дебютировал за первую команду 18 мая 2022 года в матче высшей лиги с «Пайде».